# ブッシュマスター
ブッシュマスター（学名：Lachesis muta）は、クサリヘビ科に分類されるヘビの一種。南アメリカ大陸およびカリブ海のトリニダード島に分布する大型の毒蛇で、2つの亜種が知られている。

## 分類
ズグロブッシュマスターとチュウベイブッシュマスターは、以前はブッシュマスターの亜種とされていたが、1997年に独立した種とされた。

### 亜種
- ブッシュマスター Lachesis muta muta (Linnaeus, 1766) (South American bushmaster) コロンビア南東部、エクアドル東部、ペルー、ボリビア北部、ベネズエラ東部および南部、トリニダード、ガイアナ、スリナム、フランス領ギアナ、ブラジル北部の大部分
- トウガンブッシュマスター[5] Lachesis muta rhombeata Wied-Neuwied, 1824[6] (Atlantic Forest bushmaster) ブラジル南東部（リオグランデ・ド・ノルテ州南部からリオデジャネイロまで）の海岸林

### シノニム
- [Crotalus] mutus Linnaeus, 1766
- [Coluber] crotalinus Gmelin, 1788
- Scytale catenatus Latreille in Sonnini & Latreille, 1801
- Scytale ammodytes Latreille in Sonnini & Latreille, 1801
- Coluber Alecto Shaw, 1802
- Lachesis mutus — Daudin, 1803
- Lachesis ater Daudin, 1803
- Trigonocephalus ammodytes — Oppel, 1811
- [Cophias] crotalinus — Merrem, 1820
- Trigonoceph[alus]. crotalinus — Schinz, 1822
- Lachesis muta — Schinz, 1822
- Lachesis atra — Schinz, 1822
- Scytale catenata — Schinz, 1822
- Bothrops Surucucu Wagler, 1824
- C[rasedocephalus]. crotalinus — Gray, 1825
- Lachesis mutus — A.M.C. Duméril, Bibron & A.H.A. Duméril, 1854
- Lachesis mutus — Boulenger, 1896
- Lachesis muta — Boettger, 1898
- Lachesis muta muta — Taylor, 1951

## 名称
ブッシュマスター属の語源となったラケシスはギリシア神話の運命の三女神モイライの一人であり、人間に寿命を与えるとされる。ブッシュマスターはガラガラヘビに似た外見をしており、驚いたときに尾を激しく振るが、ガラガラヘビのような音は出ないため、ラテン語で「沈黙した」を意味する「mutus (後にmuta)」という種小名が命名された。しかし下草の中にいるときは、かなり大きな物音を立てる。

### 一般名
トリニダードではmapepire zananaまたはmapepire grande（ma-pa(y)-PEE za-Na-naまたはma-pa(Y)-PEE GRAN-deyと発音）として知られ、アマゾン川流域ではsurucucú（ブラジルの大部分ではsurucucu）、ペルーではshushúpe、ボリビアではpucararaとして知られている。ベネズエラではcuaimaまたはcuaima piñaとして知られている。コロンビアでは、鱗がイボイボに見えることからverrugosaまたはverrugosoとして知られ、スリナムではmakasnekiおよびmakkaslangとして知られている。ブラジルのロンドニア州で使われるクワザ語ではĩtsãiと呼ばれる。ペルーで使われるシャウィ語ではna’shiと呼ばれる。

## 分布と生息地
アンデス山脈東側赤道周辺の森林とトリニダード島に分布する。タイプ産地はスリナムである。原生林と二次林、隣接する野原や開拓地に生息する。トリニダードでは丘陵地帯や山岳地帯を好む傾向がある。

## 形態
平均全長は2 - 2.5 mで、3 mの個体も珍しくない。記録されている最大の個体は3.65 mで、毒蛇の中でも最大級であり、西半球では最長の毒蛇である。世界では3番目に長い毒蛇で、長さでこれを上回るのはキングコブラとブラックマンバだけである。ブッシュマスターの体重は平均3 - 5kgと推定されており、ヒガシダイヤガラガラヘビなどの大型ガラガラヘビやクサリヘビ属のガボンアダーやセイブガボンアダーよりもやや軽い。
頭は幅広く、首は細い。吻は広く丸みを帯び、眼角はない。一対の小さな鼻間板があり、小さな鱗で区切られている。眼上板は狭く、頭頂部のその他の部分は非常に小さな鱗で覆われている。第2上唇板が眼窩前縁を形成し、第3上唇板は非常に大きい。眼は4-5列の小さな鱗で上唇板から隔てられている。
体は円筒形で先細りで、やや頑丈である。胴体の中央部には31-37列の非斜列の体鱗があり、球根状の隆起があり、弱く重なり合う。腹板は200-230枚ある。尾は短く、主に対になった32-50本の尾下板があり、その後ろに13-17列の小さな棘と末端の棘が続く。新世界のほとんどのマムシ類と同様に、ブッシュマスターは捕食者の脅威に反応して防御的な尾の振動行動を示す。
体色は黄色、赤茶色、または灰褐色を基調とし、背中には暗褐色または黒色の逆三角形の斑点が連なる。模様は明瞭な場合もあれば不明瞭な場合もあり、通常は中央が淡い色をしている。

### 毒
いくつかの報告によると、ブッシュマスターは他の毒蛇に比べて弱い毒を大量に生成するという。しかし、そのような結論は正確ではないとする見解もある。ブッシュマスターはストレスに弱く、飼育下ではめったに長生きしない。そのため、研究目的で有用な量と良好な状態の毒を得ることは困難である。例えばBolaños (1972) は、ブッシュマスターが飼育下にあった間、毒の収量が233mgから64mgに減少したことを観察した。定期的に採毒されることによるストレスが影響を与えるため、毒性にも影響を与える可能性があると考えられる。これによりHardy and Haad (1998) が述べた、実験室での毒性が低いことと、咬まれた被害者の死亡率が高いことの不一致を説明できる可能性がある。
Brown (1973) は、マウスに対しての半数致死量を次のように示している：1.5 mg/kg (静脈)、1.6-6.2 mg/kg (腹膜)、6.0 mg/kg (皮下)。彼はまた、毒の収量が 200-411 mg であるとしている。ブッシュマスターの毒には、組織を破壊して損傷を引き起こすタンパク質分解活性、血液凝固を阻害する抗凝固活性、主に迷走神経刺激に作用する出血毒性および神経毒性がある。症状はヤジリハブ属によるものと非常によく似ており、咬まれた部位には痛み、浮腫、斑状出血、皮膚壊死、膿瘍、小胞、水疱が生じる。咬まれた部位の主な合併症には、壊死、コンパートメント症候群、二次感染、機能障害などがある。全身症状は、低血圧、めまい、視覚障害、徐脈、腹痛、吐き気、嘔吐、下痢を特徴とする。その他の症状もヤジリハブ属に似ており、全身出血や腎不全などがある。ブラジルのバイーア州イリェウスでは、7歳の男の子が家を出た際にブッシュマスターを踏んですぐに噛まれ、約15分後に死亡したと報告されている。2005年にはマットグロッソ州北西部で、5歳の子どもがブッシュマスターに噛まれてから約30分後にショック状態に陥り、90分以内に死亡した。

## 生態
夜行性であり、他の生物の巣穴や木の根元などに潜んでじっと獲物を待つ。主にネズミを捕食し、鳥や爬虫類も襲うことがある。コスタリカではギアラトゲネズミ属が主な獲物である。コメネズミ属やアグーチも好まれる。その他の獲物にはヤマアラシ、リス、オポッサム、リスザル、カエルなどがある。繁殖形態は卵生で、産卵数は5 - 20個。

## 人との関わり
熱帯アメリカの森の主と言われるが、本種の生息域には、より危険なハララカ等も生息しているので、現地ではそれほど恐れられてはいない。

## 関連文献
- Bolaños R (1972). "Toxicity of Costa Rican snake venoms for the white mouse". American Jour. Trop. Med. Hyg. 21: 360–363.
- Hardy DL Sr, Haad JJS (1998). "A review of venom toxinology and epidemiology of envenoming of the bushmaster (Lachesis) with report of a fatal bite". Bull. Chicago Herp. Soc. 33(6): 113–123.
- Linnaeus C (1766). Systema naturæ per regna tria naturæ, secundum classes, ordines, genera, species, cum characteribus, differentiis, synonymis, locis. Tomus I. Editio Duodecima, Reformata [Part 1. Twelfth Edition, Revised]. Stockholm: L. Salvius. 532 pp. (Crotalus mutus, new species, p. 373). (in Latin).
- O'Shea M (2005). Venomous Snakes of the World. Princeton, New Jersey: Princeton University Press. 160 pp. ISBN 0-691-12436-1.
- Zamudio KR, Greene HW (1997). "Phylogeography of the bushmaster (Lachesis muta: Viperidae): implications for neotropical biogeography, systematics and conservation". Biological Journal of the Linnean Society 62: 421–442. PDF at Cornell University, Department of Ecology and Evolutionary Biology. Accessed 26 October 2006.